# 武塔赫河
47°36′51″N 8°14′59″E / 47.61417°N 8.24972°E

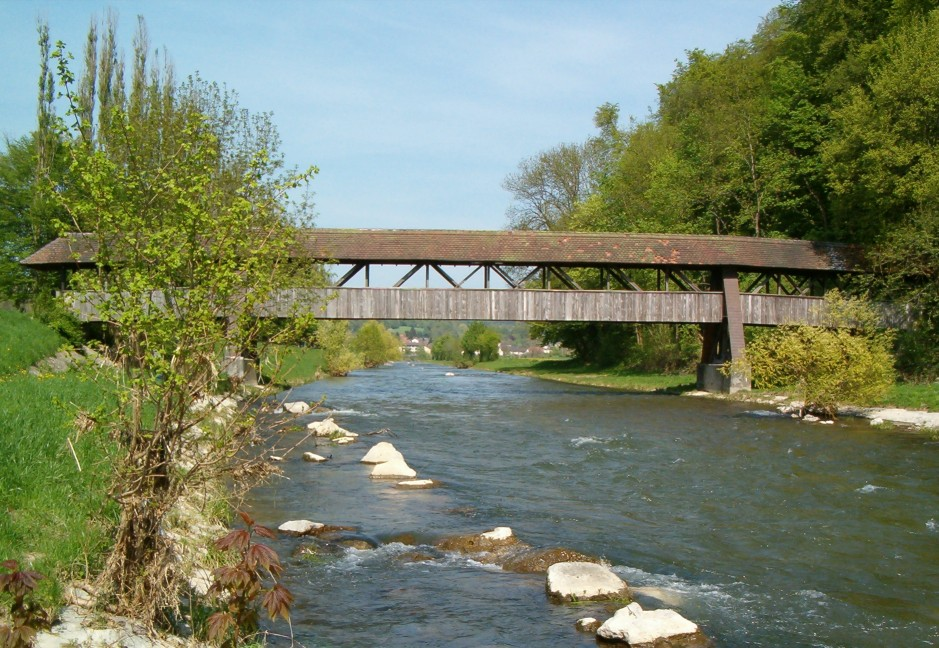
武塔赫河

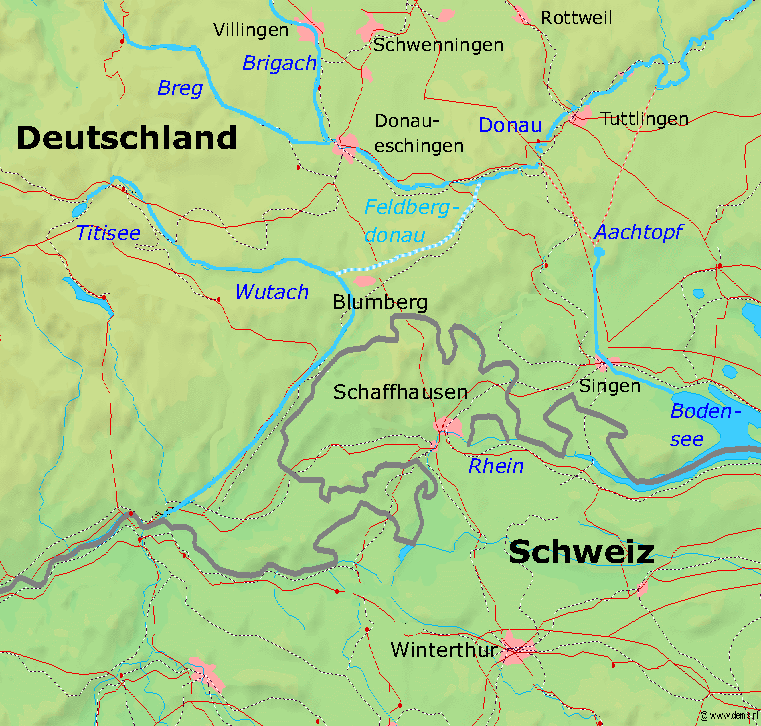
位置圖

武塔赫河（德語：Wutach，發音：[ˈvuːtax]）是中歐的河流，屬於萊茵河的支流，流經德國和瑞士，河道全長90公里，流域面積1,123平方公里，河口處在瓦尔茨胡特-廷根，平均流量每秒16.2立方米。

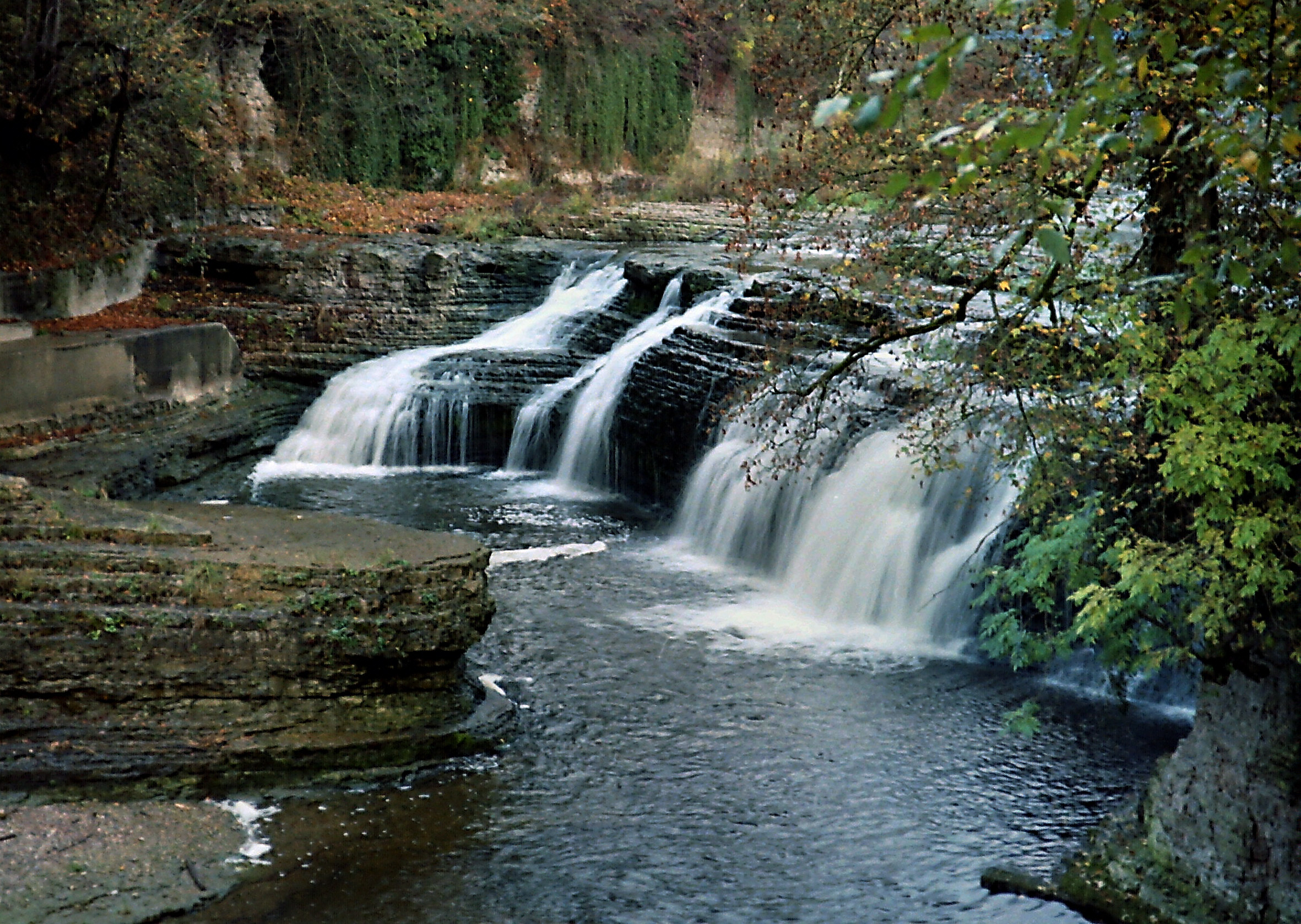
瀑布
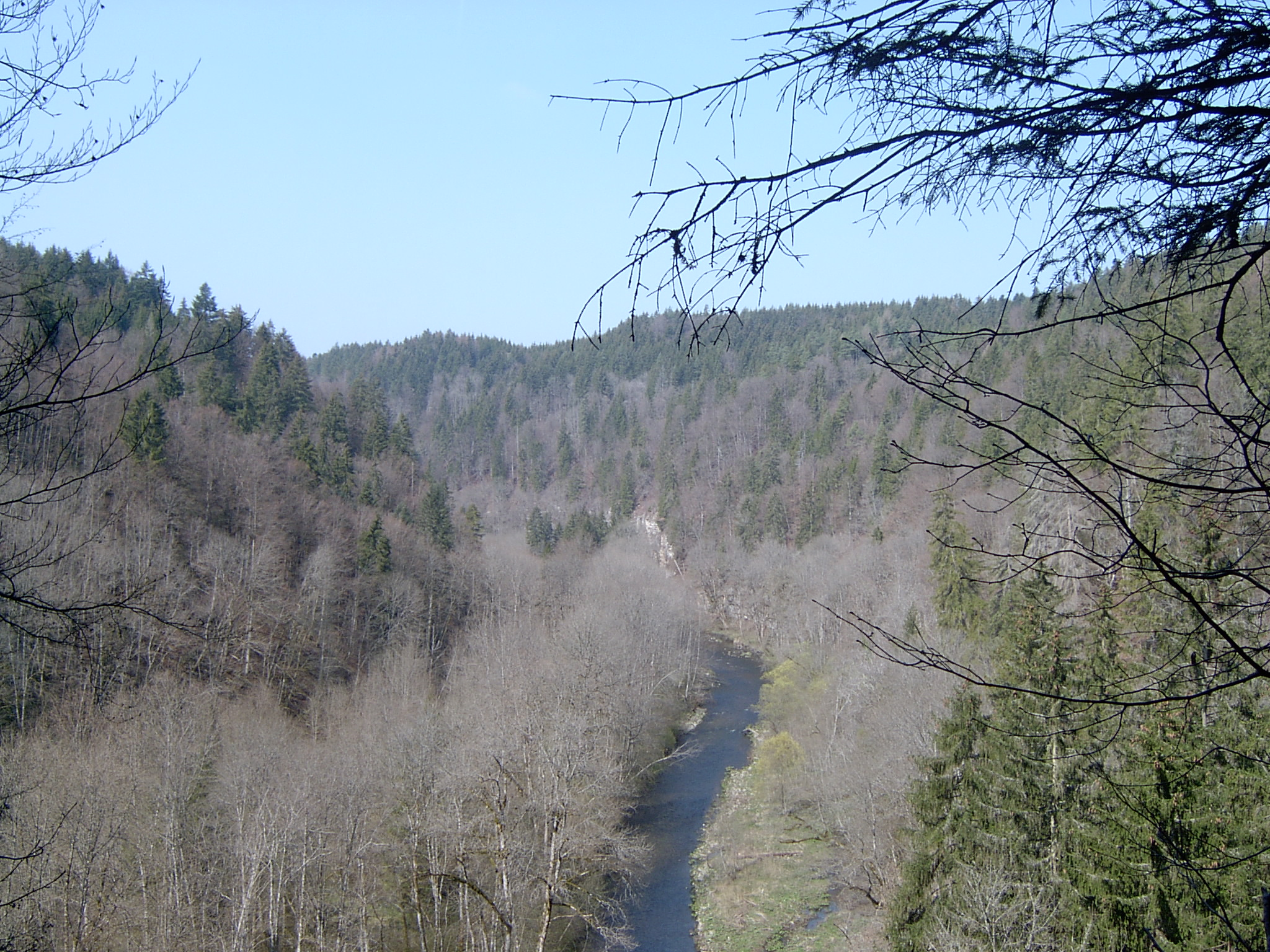
俯瞰